# Berlin E-Prix 2020
Der Berlin E-Prix 2020  fand vom 5. bis zum 13. August auf der Formel-E-Rennstrecke Berlin (Tempelhof) in Berlin statt und war das sechste bis elfte Rennen der FIA-Formel-E-Meisterschaft 2019/20. Es handelte sich um den sechsten Berlin E-Prix.

## Bericht

### Hintergrund
Nach dem Marrakesch E-Prix führt António Félix da Costa in der Fahrerwertung mit elf Punkten vor Mitch Evans und mit 21 Punkten vor Alexander Sims. In der Teamwertung hat DS Techeetah acht Punkte Vorsprung auf BMW i Andretti Motorsport und 32 Punkte Vorsprung auf Jaguar Racing.
Aufgrund der COVID-19-Pandemie wurden alle Rennen der FIA-Formel-E-Meisterschaft 2019/20 nach dem Marrakesch E-Prix am 29. Februar 2020 abgesagt. Im Rahmen des Berlin E-Prix werden daher alle sechs verbleibenden Rennen der Saison ausgetragen. Die Rennserie erhofft sich hierdurch, die Saison ohne drohende Einschränkungen wegen der weltweit vielerorts geltenden Einreisebeschränkungen abschließen zu können.
Da das Vorfeld des ehemaligen Flughafen Berlin-Tempelhofs ideale Bedingungen zu weitgehend flexiblen Anpassungen der Streckenführung bietet, finden die sechs Rennen auf drei unterschiedlichen Streckenkonfigurationen statt. Diese wurden zwei Wochen vor der Veranstaltung bekanntgegeben.
Bei Audi Sport ABT Schaeffler wurde Daniel Abt durch René Rast ersetzt. Abt seinerseits ersetzt Ma Qinghua beim NIO 333 FE Team. Pascal Wehrlein verließ Mahindra Racing, sein Cockpit übernimmt Alex Lynn. Auch bei Dragon Racing gibt es einen Fahrerwechsel: Brendon Hartley wird durch Sérgio Sette Câmara ersetzt.
Wie bereits beim Mercedes-AMG F1 W11 EQ Performance, dem Rennwagen für die Formel-1-Weltmeisterschaft 2020, änderte das Mercedes-Benz EQ Formula E Team auch bei ihren Fahrzeugen als Statement gegen Rassismus und für mehr Diversität nach den Protesten infolge des Todes von George Floyd die Grundfarbe das Fahrzeugs von Silber auf Schwarz. Zudem wurde der Schriftzug „End Racism“ auf dem Halo-System angebracht.
Mit Sébastien Buemi (zweimal), Abt, Jérôme D’Ambrosio und Lucas di Grassi treten vier ehemalige Sieger zu diesem Rennen an.

### Renntag eins
Für die beiden Auftaktrennen wurde eine Streckenkonfiguration gewählt, die weitgehend der vom Berlin E-Prix 2019 entsprach, jedoch in umgekehrter Richtung befahren wird. Hierfür wurden einige kleinere Anpassungen vorgenommen und die Strecke so um insgesamt 22 Meter verkürzt.

#### Training
Im ersten freien Training fuhr Oliver Rowland in 1:07,832 Minuten die Bestzeit vor Sam Bird und Jean-Éric Vergne. Das Training wurde wenige Minuten vor dem Ende abgebrochen, nachdem James Calado mit einem technischen Defekt auf der Strecke stehengeblieben war.
Im zweiten freien Training war Nyck de Vries mit einer Rundenzeit von 1:06,846 Minuten Schnellster vor Félix da Costa und Maximilian Günther.

#### Qualifying
Das Qualifying begann um 14:15 Uhr und fand in vier Gruppen zu je sechs Fahrern statt, jede Gruppe hatte sechs Minuten Zeit, in der die Piloten maximal eine gezeitete Runde mit einer Leistung 200 kW und anschließend maximal eine gezeitete Runde mit einer Leistung von 250 kW fahren durften. Félix da Costa war mit einer Rundenzeit von 1:07,122 Minuten Schnellster und erhielt einen Punkt.
Die sechs schnellsten Fahrer fuhren anschließend im Superpole genannten Einzelzeitfahren die ersten sechs Positionen aus. Félix da Costa sicherte sich mit einer Rundenzeit von 1:06,799 Minuten die Pole-Position und damit drei weitere Punkte. Die weiteren Positionen belegten Vergne, André Lotterer, Buemi, de Vries und D’Ambrosio.

#### Rennen
Félix da Costa gewann das Rennen vor Lotterer und Bird. Die restlichen Punkteplatzierungen belegten de Vries, D’Ambrosio, Stoffel Vandoorne, Buemi, di Grassi, Sims und Rast. Der Punkt für die schnellste Rennrunde unter den ersten Zehn ging an Félix da Costa.

## Meldeliste
Alle Teams und Fahrer verwendeten Reifen von Michelin.
| Team                                     | Fahrzeug                         | Nr. | Fahrer                 |
| ---------------------------------------- | -------------------------------- | --- | ---------------------- |
| DS Techeetah                             | DS E-Tense FE20                  | 13  | António Félix da Costa |
| DS Techeetah                             | DS E-Tense FE20                  | 25  | Jean-Éric Vergne       |
| Audi Sport ABT Schaeffler Formula E Team | Audi e-tron FE06                 | 11  | Lucas di Grassi        |
| Audi Sport ABT Schaeffler Formula E Team | Audi e-tron FE06                 | 66  | René Rast              |
| Envision Virgin Racing                   | Audi e-tron FE06                 | 02  | Sam Bird               |
| Envision Virgin Racing                   | Audi e-tron FE06                 | 04  | Robin Frijns           |
| Nissan e.dams                            | Nissan IM02                      | 22  | Oliver Rowland         |
| Nissan e.dams                            | Nissan IM02                      | 23  | Sébastien Buemi        |
| BMW i Andretti Motorsport                | BMW iFE.20                       | 27  | Alexander Sims         |
| BMW i Andretti Motorsport                | BMW iFE.20                       | 28  | Maximilian Günther     |
| Mahindra Racing                          | Mahindra M6Electro               | 64  | Jérôme D’Ambrosio      |
| Mahindra Racing                          | Mahindra M6Electro               | 94  | Alex Lynn              |
| Panasonic Jaguar Racing                  | Jaguar I-Type IV                 | 20  | Mitch Evans            |
| Panasonic Jaguar Racing                  | Jaguar I-Type IV                 | 51  | James Calado           |
| ROKiT Venturi Racing                     | Mercedes-Benz EQ Silver Arrow 01 | 19  | Felipe Massa           |
| ROKiT Venturi Racing                     | Mercedes-Benz EQ Silver Arrow 01 | 48  | Edoardo Mortara        |
| Mercedes-Benz EQ Formula E Team          | Mercedes-Benz EQ Silver Arrow 01 | 05  | Stoffel Vandoorne      |
| Mercedes-Benz EQ Formula E Team          | Mercedes-Benz EQ Silver Arrow 01 | 17  | Nyck de Vries          |
| Geox Dragon                              | Penske EV-4                      | 06  | Sérgio Sette Câmara    |
| Geox Dragon                              | Penske EV-4                      | 07  | Nico Müller            |
| NIO 333 FE Team                          | NIO FE-005                       | 03  | Oliver Turvey          |
| NIO 333 FE Team                          | NIO FE-005                       | 33  | Daniel Abt             |
| TAG Heuer Porsche Formula E Team         | Porsche 99X Electric             | 18  | Neel Jani              |
| TAG Heuer Porsche Formula E Team         | Porsche 99X Electric             | 36  | André Lotterer         |

## Meisterschaftsstände vor dem Rennen
Die ersten Zehn des Rennens bekommen 25, 18, 15, 12, 10, 8, 6, 4, 2 bzw. 1 Punkt(e). Zusätzlich gibt es drei Punkte für die Pole-Position, einen Punkt für den schnellsten Fahrer nach der Qualifying-Gruppenphase und einen Punkt für den Fahrer unter den ersten Zehn, der die schnellste Rennrunde erzielt.

### Fahrerwertung
| Pos. | Fahrer                 | Team                                     | Punkte |
| ---- | ---------------------- | ---------------------------------------- | ------ |
| 01   | António Félix da Costa | DS Techeetah                             | 67     |
| 02   | Mitch Evans            | Panasonic Jaguar Racing                  | 56     |
| 03   | Alexander Sims         | BMW i Andretti Motorsport                | 46     |
| 04   | Maximilian Günther     | BMW i Andretti Motorsport                | 44     |
| 05   | Lucas di Grassi        | Audi Sport ABT Schaeffler Formula E Team | 38     |
| 06   | Stoffel Vandoorne      | Mercedes-Benz EQ Formula E Team          | 38     |
| 07   | Edoardo Mortara        | ROKiT Venturi Racing                     | 32     |
| 08   | Jean-Éric Vergne       | DS Techeetah                             | 31     |
| 09   | Oliver Rowland         | Nissan e.dams                            | 30     |
| 10   | Sam Bird               | Envision Virgin Racing                   | 29     |
| 11   | Sébastien Buemi        | Nissan e.dams                            | 27     |
| 12   | André Lotterer         | TAG Heuer Porsche Formula E Team         | 25     |

| Pos. | Fahrer            | Team                                     | Punkte |
| ---- | ----------------- | ---------------------------------------- | ------ |
| 13   | Nyck de Vries     | Mercedes-Benz EQ Formula E Team          | 18     |
| 14   | Pascal Wehrlein   | Mahindra Racing                          | 14     |
| 15   | Robin Frijns      | Envision Virgin Racing                   | 10     |
| 16   | James Calado      | Panasonic Jaguar Racing                  | 10     |
| 17   | Daniel Abt        | Audi Sport ABT Schaeffler Formula E Team | 8      |
| 18   | Jérôme D’Ambrosio | Mahindra Racing                          | 3      |
| 19   | Felipe Massa      | ROKiT Venturi Racing                     | 2      |
| 20   | Brendon Hartley   | Geox Dragon                              | 2      |
| 21   | Oliver Turvey     | NIO 333 FE Team                          | 0      |
| 22   | Nico Müller       | Geox Dragon                              | 0      |
| 23   | Neel Jani         | TAG Heuer Porsche Formula E Team         | 0      |
| 24   | Ma Qinghua        | NIO 333 FE Team                          | 0      |

### Teamwertung
| Pos. | Team                                     | Punkte |
| ---- | ---------------------------------------- | ------ |
| 01   | DS Techeetah                             | 98     |
| 02   | BMW i Andretti Motorsport                | 90     |
| 03   | Panasonic Jaguar Racing                  | 66     |
| 04   | Nissan e.dams                            | 57     |
| 05   | Mercedes-Benz EQ Formula E Team          | 56     |
| 06   | Audi Sport ABT Schaeffler Formula E Team | 46     |

| Pos. | Team                             | Punkte |
| ---- | -------------------------------- | ------ |
| 07   | Envision Virgin Racing           | 39     |
| 08   | ROKiT Venturi Racing             | 34     |
| 09   | TAG Heuer Porsche Formula E Team | 25     |
| 10   | Mahindra Racing                  | 17     |
| 11   | Geox Dragon                      | 2      |
| 12   | NIO 333 FE Team                  | 0      |